# Ричард Клејдерман
Ричард Клејдерман (енгл. Richard Clayderman; француски изговор: Ришар Клајдерман; 28. децембар 1953), рођен као Филип Пажес (фр. Philippe Pagès), француски је пијаниста. Најпознатији је по извођењу инструменталног дела Балада за Аделин (фр. Ballade pour Adeline) Пола де Сеневија, који је ово дело посветио својој кћерки Аделин. Најчешће изводи филмску, народну, популарну и класичну музику.